# Achlāq
Dieser Artikel wurde in der Qualitätssicherung Religion eingetragen. Hilf mit, die inhaltlichen Mängel dieses Artikels zu beseitigen, und beteilige dich an der Diskussion.
Achlāq (arabisch أخلاق, DMG Aḫlāq) ist die Bezeichnung für die Praxis von Tugend, Moral und Benehmen in der Islamischen Theologie und der Islamischen Philosophie.

## Überblick
Achlāq wird meistens ins Deutsche als gutes Benehmen oder Ethik übersetzt. Es ist der Plural des Wortes chuluq, welches „Veranlagung“ bedeutet, also eine Fähigkeit (malaka) der Seele (nafs), welche unbewusst die Aktivitäten inspiriert. Malaka entsteht durch wiederholte Ausübung und wird nicht leicht zerstörbar. Eine bestimmte Malaka kann sich aufgrund einer der folgenden Möglichkeiten manifestieren:
1. Fitra (natürliches Stadium): Dies ist der Originalzustand, in dem Menschen von Allah erschaffen wurden. Muslime glauben, dass bestimmte Aspekte ihres Lebens durch Allah bestimmt wurden, für die sie nicht selbst zur Rechenschaft gezogen werden, (z. B. ihr Geburtsort, oder körperliches Aussehen)
2. ʿāda (Angewohnheit): Durch dauerhafte Wiederholung (auch unbewusster) bestimmter Handlungen geformte Veranlagung.
3. Übung und bewusstes Bemühen: Wenn es besteht, wird ebenfalls irgendwann eine Veranlagung schaffen.

Obwohl die fitra bestimmte Veranlagungen verursacht, können Menschen durch freien Willen und Bemühung die Natur überwinden.
Abū Huraira berichtet, dass der Prophet Muhammad sagte: „Ich bin gesandt worden um den besten Charakter (akhlaq) zu vervollkommnen.“ (Sahih Muslim, Hadith 6017)
Von Anas, dem Bruder von Abu Dharr, wird überliefert, er habe gesagt: „Ich sah ihn (den Propheten), er lud die Menschen zu gutem Charakter und Benehmen ein." Der Prophet habe auch gesagt, "Die Gläubigen haben den Īmān (Glaubensüberzeugung) am besten verinnerlicht, die den besten Charakter haben.“